# Oleg Cher
Oleg Cher es un deportista soviético que compitió en natación adaptada. Ganó cinco medallas en los Juegos Paralímpicos de Seúl 1988.

## Palmarés internacional
| Juegos Paralímpicos | Juegos Paralímpicos  | Juegos Paralímpicos | Juegos Paralímpicos |
| Año                 | Lugar                | Medalla             | Prueba              |
| ------------------- | -------------------- | ------------------- | ------------------- |
| 1988                | Seúl (Corea del Sur) | Medalla de plata    | 50 m libre B1       |
| 1988                | Seúl (Corea del Sur) | Medalla de plata    | 100 m libre B1      |
| 1988                | Seúl (Corea del Sur) | Medalla de plata    | 100 m espalda B1    |
| 1988                | Seúl (Corea del Sur) | Medalla de plata    | 200 m estilos B1    |
| 1988                | Seúl (Corea del Sur) | Medalla de bronce   | 400 m libre B1      |